# Shafā Rūd
Shafā Rūd (persiska: شفا رود) är en ort i Iran.   Den ligger i provinsen Gilan, i den nordvästra delen av landet, 290 km nordväst om huvudstaden Teheran. Antalet invånare är 255.
Terrängen runt Shafā Rūd är huvudsakligen platt, men åt sydväst är den kuperad.  Närmaste större samhälle är Reẕvānshahr, 5,5 km söder om Shafā Rūd. 